# كأس السلطان 2012–13
كأس السلطان قابوس 2012–13 هو موسم من كأس السلطان قابوس. كان عدد الأندية المشاركة فيه 32، وفاز فيه نادي السويق.